# Глинице
Глинице су насељено место у општини Цетинград, на Кордуну, Карловачка жупанија, Република Хрватска.

## Географија
Глинице се налазе око 9 км северозападно од Цетинграда.

## Историја
Глинице су се од распада Југославије до августа 1995. године налазиле у Републици Српској Крајини. До територијалне реорганизације у Хрватској налазиле су се у саставу бивше велике општине Слуњ.

## Становништво
Према попису становништва из 2011. године, насеље Глинице је имало 31 становника.

### Број становника по пописима
| Националност   | 2001. | 1991. | 1981. | 1971. | 1961. | 1953. | 1948. | 1931. | 1921. | 1910. | 1900. | 1890. | 1880. | 1869. | 1857. |
| бр. становника | 67    | 123   | 191   | 267   | 360   | 354   | 381   | 447   | 399   | 426   | 346   | 344   | 324   | 279   | 156   |

- напомене:

До 1991. исказивано под именом Глиница. У 1948. садржи податке за бивше насеље Глиница Хрватска.

### Попис 1991.
На попису становништа из 1991. године, у Глиницама је живело 123 становника, следећег националног састава:
| Попис 1991.‍ | Попис 1991.‍ | Попис 1991.‍ | Попис 1991.‍ | Попис 1991.‍ |
| ----------- | ----------- | ----------- | ----------- | ----------- |
|             |             |             |             |             |
| Хрвати      | Хрвати      |             | 64          | 52,03%      |
| Срби        | Срби        |             | 51          | 41,46%      |
| Грци        | Грци        |             | 1           | 0,81%       |
| непознато   | непознато   |             | 7           | 5,69%       |
| укупно: 123 |             |             |             |             |